# جانگ بوگو
جانگ بوگو یا گونگ‌‌بوک دریانورد، فرمانده جنگی، استاد هنرهای رزمی و یکی از نیرومندترین سیاست‌مداران پادشاهی شیلا در کره بود. او چندین دهه بر دریای زرد و آب‌های میان سواحل جنوب غربی کره و شبه‌جزیره شاندونگ چین تسلط داشت. مرکز ناوگان کشتیرانی او در جزیره واندو در چانگ‌هی‌جین (استان‌ جولا در کره جنوبی) در دریای جنوب غربی قرار داشت، او مقام رسمی فرماندار دریایی چانگ‌هی جین را از طرف دربار شیلا در اختیار داشت.

## زندگی شخصی
اطلاعات زیادی در مورد زندگی او در دست نیست. در کتاب سامگوک ساگی (تاریخچه سه پادشاهی) که در سده دوازدهم میلادی نوشته شده، زندگینامه کوتاهی از جانگ بوگو آمده‌است. در آن به مهارت او در هنرهای رزمی و سفر او به همراه برادر ناتنی‌اش جانگ نیونگ (정년 鄭年) در جوانی به چین (در آن هنگام تانگ نامیده می‌شد) اشاره شده‌است. آن‌ها باتوجه به مهارت در اسب‌سواری و شمشیرزنی به ارتش تانگ راه‌ یافتند و فرماندهان نظامی منطقه وانینگ (جیانگ‌سو کنونی) شدند.

## به قدرت رسیدن
در قرن نهم هزاران شیلایی در تانگ می‌زیستند و بیشتر آنها به فعالیت‌های تجاری در سواحل شاندونگ و جیانگسو مشغول بودند. جامعه شیلایی‌های جیانگسو استقلال زیادی در امور خود داشت و مسائل شیلایی‌ها عموماً توسط خود آن‌ها حل و فصل می‌شد.
جانگ از وضعیت تأسف‌بار هموطنان خود خشمگین بود؛ اضمحلال حاکمان تانگ موجب رونق کار دزدان دریایی گشته‌بود و شیلایی‌های مقیم تانگ هدف مناسبی برای دزدان دریایی بودند که آن‌ها را برای فروش در بازار به اسارت می‌گرفتند. در ۸۲۳ میلادی امپراتور تانگ فرمان لغو برده‌داری را صادر کرد و دستور بازگرداندن تمام بردگان شیلایی را به شیلا داد.
در ۸۲۵ میلادی جانگ بوگو برای ساختن یک کارخانه کشتی‌سازی اقدام کرد و از امپراتور هیونگ‌دوک (۸۲۶ تا ۸۳۶) خواست تا یک پادگان نظامی برای حمایت از تجار شیلایی و امنیت دریای‌ زرد در واندو احداث کند. در ۸۲۸ با موافقت امپراتور پادگان نظامی در واندو افتتاح شد. بقایای پادگان چانگ‌هی هنوز در سواحل جنوبی واندو باقی‌ مانده‌است.
با افتتاح پایگاه چانگ‌هی جانگ‌ بوگو به اوج قدرت خود رسید. فرماندهان جنگی بسیاری به حمایت جانگ بوگو متکی بودند. ارتش او اگرچه به‌طور رسمی متعلق به پادشاه بود، اما در واقع توسط خود او اداره می‌شد. قدرت سپاه جانگ در این دوران به قدری بود که او توان برانداختن حکومت را داشت. البته بسیاری از اعضای خانواده سلطنتی با توجه به قدرت برتر و همچنین طبقه اجتماعی جانگ بوگو از او متنفر بودند.

## سیاست
در ۸۳۹ جانگ نقش کلیدی در به قدرت رسیدن پادشاه سین مو با برانداختن پادشاه مینائه داشت. کیم ووجینگ (پادشاه سینمو) از او برای براندازی پادشاه غاصبی که با کشتن پدرش به قدرت رسیده بود، کمک خواست. جانگ بوگو پاسخ داد: «اگر حق را ببینی و به آن عمل نکنی، بزدلی بیش نیستی.» حتی اگر توان آن را نداشته باشم، از دستورهای شما پیروی می‌کنم. لشکر ۵۰۰۰ نفری جانگ بوگو به رهبری یئون جانگ پایتخت را تسخیر کرد، کیم ووجینگ بر تخت نشست و جانگ نخست‌وزیر شد.

## مرگ
جانگ‌بوگو جان خود را در جریان ازدواج دخترش با فرزند پادشاه مون‌سانگ از دست داد. اشراف‌زادگان که پذیرش ورود دختر جانگ (که از یک خانواده عادی بود) را به دربار نداشتند، برای قتل او توطئه چیدند.
در سامگوک‌ یوسا کتاب تاریخ سه پادشاهی از قرن سیزدهم آمده‌است که پادشاه به دسیسه‌های اشراف‌زادگان تن داده و ازدواج پسرش با دختر جانگ را رد کرد. در نتیجه دشمنی بین او و جانگ بوگو درگرفت. مشخص نیست که ترور جانگ بوگو توسط چه کسی (پادشاه یا اشراف‌زادگان) انجام شده باشد، اما در هر دو کتاب آمده‌است که در ۸۴۶ جانگ بوگو توسط یوم جانگ (閻長) فرستادهٔ دربار شیلا با فروکردن چاقویی در قلبش به قتل رسید. او اعتماد جانگ بوگو را با تظاهر به اینکه از پایتخت فرار کرده‌است، جلب کرد و در هنگام نوشیدن شراب او را به قتل رساند. البته در شوکو نیهون کوکی (續日本後紀) کتاب تاریخ ژاپنی مرگ جانگ بوگو در ۸۴۱ ثبت شده‌است.
پادگان چانگ‌هی در ۸۵۱ تعطیل شد.